# Psammoecus obscurus
Psammoecus obscurus là một loài bọ cánh cứng trong họ Silvanidae. Loài này được Arrow miêu tả khoa học năm 1927.